# Emin Əhmədov
Emin Əhmədov –también escrito como Emin Ahmadov– (Bakú, URSS, 6 de octubre de 1986) es un deportista azerbaiyano que compitió en lucha grecorromana.
Participó en los Juegos Olímpicos de Londres 2012, obteniendo una medalla de bronce en la categoría de 74 kg.

## Palmarés internacional
| Juegos Olímpicos | Juegos Olímpicos      | Juegos Olímpicos  | Juegos Olímpicos |
| Año              | Lugar                 | Medalla           | Categoría        |
| ---------------- | --------------------- | ----------------- | ---------------- |
| 2012             | Londres (Reino Unido) | Medalla de bronce | 74 kg            |